# Arkady Vorobyov
Arkady Nikititch Vorobyov (en russe : Аркадий Никитич Воробьёв, né le 3 octobre 1924 et mort le 22 décembre 2012) est un haltérophile, entraîneur, scientifique et écrivain russe.
Il participe aux Jeux olympiques de 1952, 1956 et 1960 et remporte trois médailles dont deux d'or. Entre 1950 et 1960, il établit 16 records du monde. Il dirige ensuite longuement l'équipe nationale d'haltérophilie. En 1995, il est intronisé au Temple de la renommée de la Fédération internationale d'haltérophilie ,.

## Biographie
Vorobyov naît dans le village de Mordovo dans l'oblast de Tambov, en Russie. Pendant la Seconde Guerre mondiale, il sert dans la marine soviétique sur la mer Noire. Après la guerre, il participe au déminage du port d'Odessa, en tant que plongeur. C'est à cette époque qu'il se familiarise avec l'haltérophilie, sa première compétition étant le championnat des ports maritimes .
Il remporte par la suite plusieurs titres mondiaux (1953-55, 1957 et 1958) et européens (1950, 1953-55, 1958). Capitaine de l'équipe soviétique d'haltérophilie pendant de nombreuses années, il en devient entraîneur en chef après l'arrêt de sa carrière sportive ,.
Docteur en médecine en 1962, Vorobyov se spécialise dans les questions relatives à l'entraînement en haltérophilie et suit à cet effet une formation diplômante, à l'Institut de médecine de l'aviation et de l'espace, situé à Moscou. En 1977, il est nommé recteur de l'Institut de culture physique et des sports de l'oblast de Moscou. Au cours de sa carrière scientifique, il publie cinq manuels et environ 200 articles scientifiques sur l'haltérophilie. Il est un chef de file du programme d'entraînement d'haltérophilie en URSS et l'un des premiers scientifiques soviétiques à utiliser des ordinateurs dans le cadre du programme d'entraînement. Parmi ses étudiants figurent de nombreux entraîneurs et sportifs de haut niveau originaires d'URSS mais aussi de Bulgarie, de Cuba, de Hongrie et de nombreux autres pays ,.